# سوران، فرانسه
سوران، فرانسه (به فرانسوی: Sevran) یک کامین در فرانسه است که در Canton of Sevran واقع شده‌است.

## خصوصیات
سوران ۷٫۲۸ کیلومترمربع مساحت و ۵۱٬۴۴۹ نفر جمعیت دارد و ۵۵ متر بالاتر از سطح دریا واقع شده‌است.

## خواهرخوانده
شهر وجده خواهرخواندهٔ سوران، فرانسه هست.